# Go Kambayashi
Go Kambayashi (上林 豪 Kambayashi Go?), född 18 augusti 2002 i Nara prefektur, är en japansk fotbollsspelare.
Kambayashi började sin karriär 2020 i Cerezo Osaka.